# Динева къща
Диневата къща е възрожденска постройка, паметник на културата в Благоевград, България.

## Местоположение
Изградена е в махалата Вароша на Влашката улица.

## История
Къщата е най-голямата къща в квартала. Била е на семейство власи, които по-късно напускат града. Диневата къща днес е възстановена частна собственост.

## Описание
Сградата е двуетажна къща с изба, със симетрична схема под влияние на пловдивската къща, а вътрешното оформление е в духа на градската архитектура. Зидарията на първия етаж е каменна, без фасадата, която подобно на втория етаж е тухлена. Отвън по ъглите има пиластри и богато профилиран корниз. Парапетите на балкона и на входната площадка са метални. Декоративни метални решетки имат и прозорците на първия етаж.
За разлика от възрожденските къщи, първият етаж е предимно жилищен – в центъра му има голям салон, вляво от него има къщи, свързано с голям килер, вдясно две къщита, а между тях стопанско помещение, от което се излиза на широкия двор-градина. В салона на втория етаж се излиза по трираменно стълбище с широко начално средно рамо. Салонът пресича етажа. От двете му страни има по една приемна с двукрила врата, по един килер и по една спалня. Отвътре помещенията са във възрожденски стил – с дъсчени тавани, долапи, таблени врати и обрамчени с профилирани летви стенни плоскости.